# Karl Julius Weber

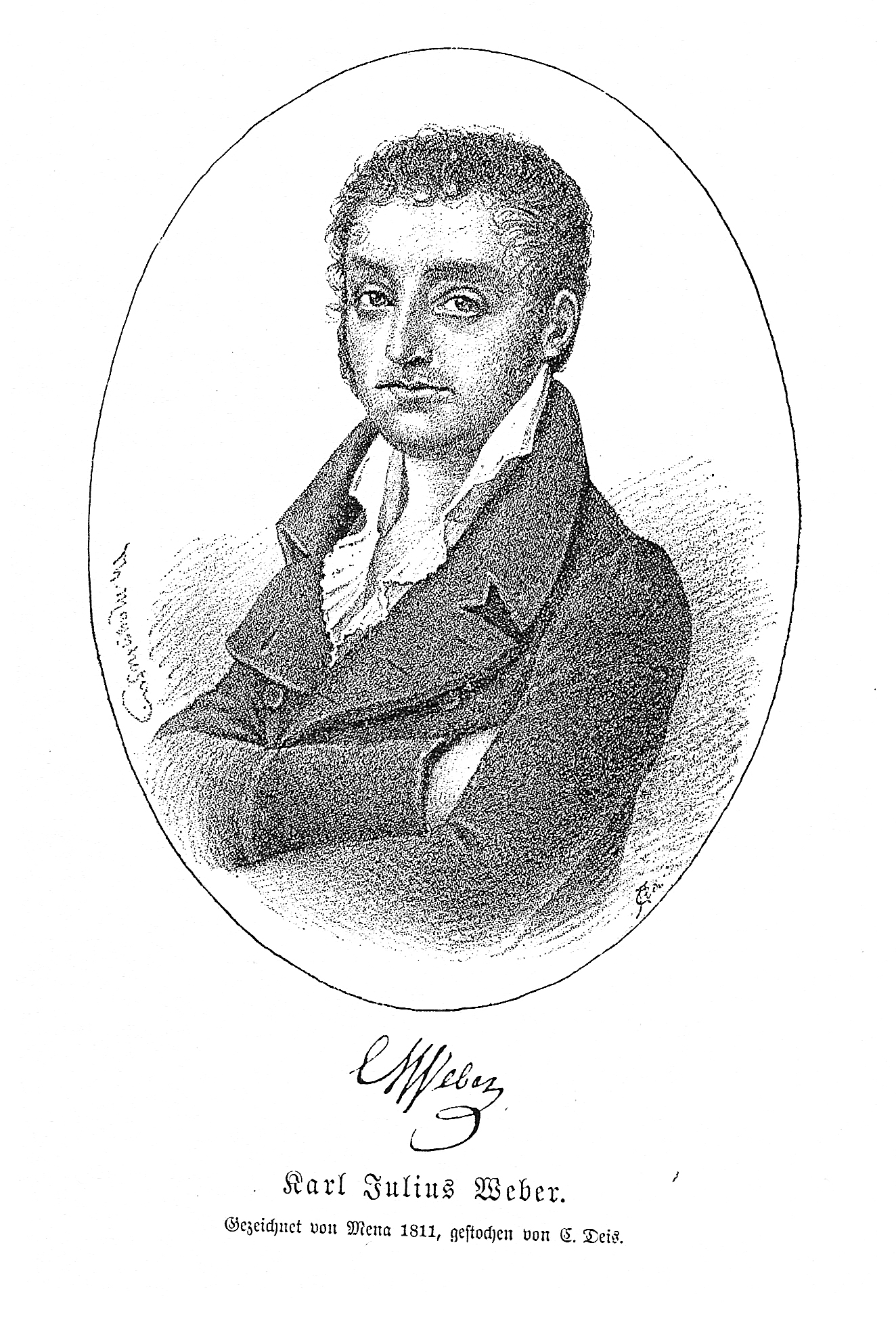
Karl Julius Weber

Karl Julius Weber (* 20. oder 21. April 1767 in Langenburg; † 19. Juli 1832 in Kupferzell; auch Carl Julius Weber geschrieben) war ein deutscher Schriftsteller und bedeutender Satiriker.

## Biografie
Karl Julius war ein Sohn von Elias Christoph Friedrich Weber (1733–1782) und dessen Ehefrau Eva Maria Friederica (1739–1803), geborene Schäfer. Der Vater war Haushofmeister und fürstlicher Rentmeister in Langenburg, die Mutter Kammerjungfer der Prinzessin Eleonore zu Hohenlohe-Langenburg (1734–1813).
Weber besuchte die Lateinschule in Langenburg und ab 1782 das Gymnasium in Öhringen, bevor er Rechte in Erlangen und bis 1790 in Göttingen (hier auch bei seinem hohenlohischen Landsmann August Ludwig von Schlözer) studierte. In der französischsprachigen Schweiz nahm er danach eine Hauslehrerstelle an, wo er sich mit französischer Literatur und Philosophie vertraut machte, und wurde 1792 Privatsekretär beim regierenden Grafen Christian zu Erbach-Schönberg, der auch Statthalter des Deutschen Ordens in Mergentheim war. Nach 1799 diente er bei dessen Nachfolger Graf Karl als Regierungsrat (später: Hofrat) in der erbach-schönbergischen Regierungskanzlei zu König im Odenwald. 1802 trat er als Hof- und Regierungsrat in isenburgische Dienste, um den Erbgrafen auf seinen Reisen zu begleiten.
Die Anstellung beim Grafen von Isenburg-Büdingen endete in einem Zerwürfnis, worauf Weber seinen Abschied nahm und bei der Familie seiner Schwester in Jagsthausen, dann Weikersheim, Künzelsau und schließlich in Kupferzell lebte. Von 1820 bis 1824 vertrat er das Oberamt Künzelsau in der württembergischen Ständeversammlung.
Er starb am 19. Juli 1832 in Kupferzell, wo er auch begraben wurde. Auf sein Geheiß hin soll man an seinem Grab Zigarren rauchen und Purzelbaum schlagen.

Seine selbst gewählte Grabinschrift war: 

„Hier liegen meine Gebeine, ich wollte es wären deine.“

 Seine Familie verwarf jedoch diese Grabinschrift und wählte dafür die folgende auf Latein:

„Jocosus, non impius vixi, Incertus morior, non perturbatus, 
Humanum est nescire et errare, Ens entium miserere mei.“

„Ich scherzte gern, doch gottlos lebt ich nicht. Ich weiß im Sterben Nichts, doch fürcht ich kein Gericht. Der Menschheit Loos ist: Irrend, unwissend seyn. Du Wesen aller Wesen! Erbarm Dich mein! in der deutschen Übersetzung“

Weber wird als der bedeutendste Autor Hohenlohes bezeichnet. Er gehörte dem Bund der Freimaurer an; in seinem Werk nimmt er verschiedentlich Bezug auf die Lehren der Freimaurerei.

## Werk

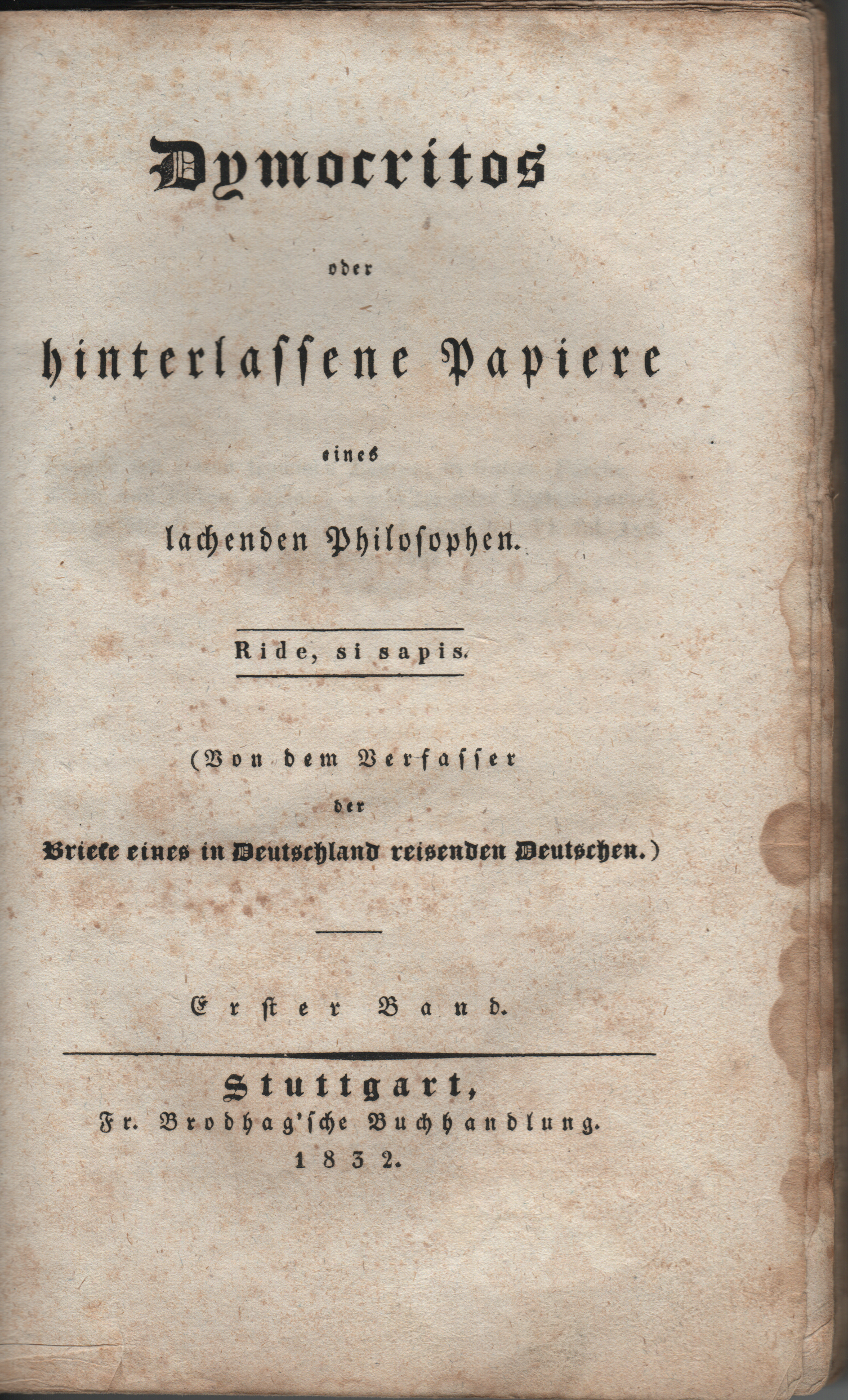

Als Schriftsteller trat Weber zuerst auf mit seiner Möncherei (Stuttgart 1818–20, 3 Bände), einer Geschichte des Mönchtums. Es folgte Das Ritterwesen (Stuttgart 1822–1824, 3 Bände). 1826 erschien bei Steinkopff in Stuttgart seine Reise durch Franken.
Seine gereiftesten und bekanntesten Werke (Stuttgart 1834–1844, 30 Bände) sind:
- Deutschland, oder Briefe eines in Deutschland reisenden Deutschen (Stuttgart 1826–1828, Erstausgabe 4 Bände; 3. Auflage, als Reisehandbuch eingerichtet. 1843, 6 Bände)
- Dymocritos oder hinterlassene Papiere eines lachenden Philosophen. Von dem Verfasser der Briefe eines in Deutschland reisenden Deutschen. 11 Bände.  Fr. Brodhag’sche Buchhandlung, Stuttgart 1832–1859 
  - 11 Bände Brodhag, Stuttgart (digitale Ausgabe der Stadtbibliothek Elbing)
  - online version Scheible, Rieger & Sattler, Stuttgart 1843
- Demokritos: 45 muntere Stücklein aus den hinterlassenen Papieren des lachenden Philosophen Karl Julius Weber/fürsorglich entstaubt und augenzwinkernd an das Licht gebracht, auch mit etlichen Änderungen versehen von Gerda Böttcher und Hubert Greiner, Illustrationen von Volker Pfüller, Eulenspiegel Verlag, Berlin 1984.
- Also sprach Demokritos – aus: Karl Julius Weber: Demokritos oder hinterlassene Papiere eines lachenden Philosophen, ausgewählt, eingeleitet und mit einem Porträt versehen von Ursula Gast, Sauer Verlag, Heidelberg 1990, ISBN 3-7938-7033-2.
- Demokritos: Friedemann Schmoll (Hrsg.), (Auswahl 218 Seiten), Eine kleine Landesbibliothek Band 15, Tübingen: Klöpfer & Meyer 2010, ISBN 978-3-940086-65-5.

## Ehrungen

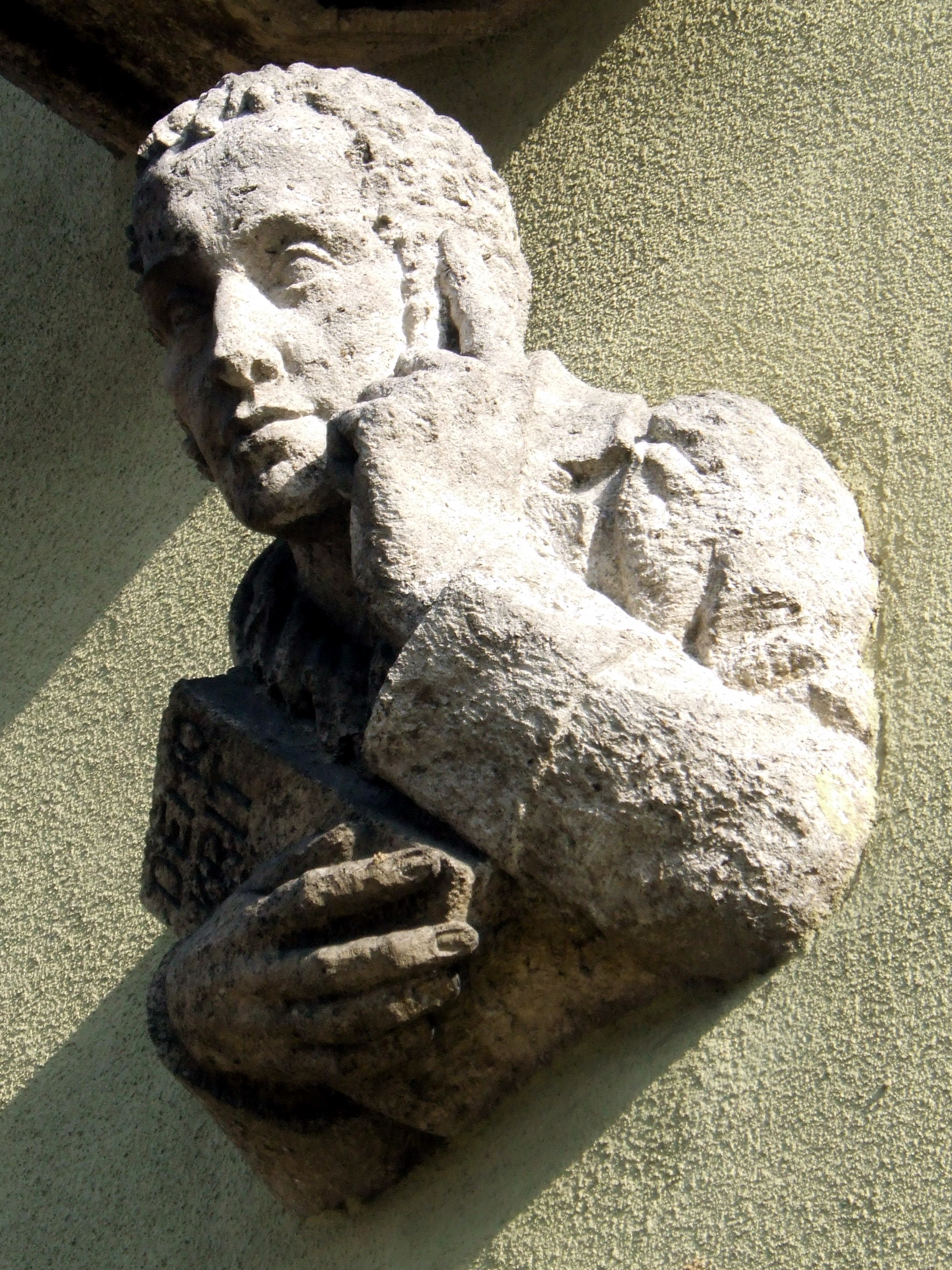
Carl-Julius-Weber-Skulptur an der Alten Schule von Langenburg (mit dem Demokritos in der rechten Hand)

- In Kupferzell wurden die Sport- und Festhalle sowie eine Straße nach Carl Julius Weber benannt.
- Im Langenburger Rathaus gibt es eine Carl-Julius-Weber-Gedenkstube.
- An der Rentmeisterei des Schlosses in Bad König erinnert eine Tafel an Karl Julius Weber.